# Bracon honshui
Bracon honshui är en stekelart som beskrevs av Vladimir Ivanovich Tobias 2000. Bracon honshui ingår i släktet Bracon och familjen bracksteklar. Inga underarter finns listade.